# Österreichische Mathematische Gesellschaft
Die Österreichische Mathematische Gesellschaft (ÖMG) ist die berufsständische Vertretung der Mathematikerinnen und Mathematiker in Österreich. Sie ist ein wissenschaftlicher Verein (ZVR-Zahl 713660073) zur Förderung von Lehre, Forschung und Anwendung der Mathematik in Österreich. Vorsitzender der ÖMG ist Johannes Wallner.

## Geschichte
Die Gesellschaft wurde 1903 von den Universitätsprofessoren Ludwig Boltzmann, Gustav von Escherich und Emil Müller unter dem Namen Mathematische Gesellschaft in Wien gegründet.
Nach dem Zweiten Weltkrieg nahm die Gesellschaft ihre Tätigkeiten im Mai 1946 wieder auf. Am 10. August 1946 wurde sie formal von Rudolf Inzinger wiedergegründet. Um ihren Anspruch auf landesweite Vertretung der Interessen der Mathematiker zu dokumentieren, wurde sie im Herbst 1948 in Österreichische Mathematische Gesellschaft umbenannt.

## Tätigkeit
Alle vier Jahre organisiert die ÖMG an einer der elf österreichischen Universitäten einen Mathematiker-Kongress unter internationaler Beteiligung. Üblicherweise hält in den Jahren, in denen der österreichische Mathematiker-Kongress abgehalten wird, auch die Deutsche Mathematiker-Vereinigung ihre Jahresversammlung im Rahmen dieses Kongresses ab.
Ebenfalls alle vier Jahre, aber abwechselnd mit den österreichischen Mathematiker-Kongressen, wird ein Mathematiker-Treffen oder eine Nachbarschaftstagung in Kooperation mit einem benachbarten Land abgehalten.
Im Rahmen jedes dieser Kongresse und Treffen wird ein Didaktik-Tag für die besonderen Interessen der Lehrer an höheren Schulen und ein Fachhochschultag abgehalten. Außerdem werden jedes Jahr didaktische Weiterbildungsveranstaltungen mit Unterstützung der ÖMG veranstaltet.
Die ÖMG ist Mitglied der Internationalen Mathematischen Union (IMU), der Europäischen Mathematischen Gesellschaft (EMS) und des International Congress on Industrial and Applied Mathematics (ICIAM).

## Preise
Die ÖMG vergibt als wichtigsten Preis jedes Jahr den Förderungspreis der Österreichischen Mathematischen Gesellschaft an „Mathematiker*innen, die in überdurchschnittlichem Maße durch ihre mathematische Forschung hervorgetreten sind und welche einen wesentlichen Teil der Arbeiten in Österreich erbracht haben“. Außerdem vergibt die ÖMG jährlich Studienpreise für Diplom- oder Masterarbeiten oder Dissertationen, den Early Student Award für hervorragende Mathematik-Studierende der ersten Studienjahre und einen „Schüler*innenpreis“ für herausragende vorwissenschaftliche Arbeiten an österreichischen Schulen in Mathematik oder Darstellender Geometrie.

## Publikationen
Die Vereinszeitschrift Internationale Mathematische Nachrichten der Österreichischen Mathematischen Gesellschaft erscheint drei Mal jährlich. Sie wurde im Juni 1947 von Rudolf Inzinger als Nachrichten der Mathematischen Gesellschaft in Wien gegründet und im Juni 1947 zum ersten Mal herausgegeben. Seit 1952 erscheint die Zeitschrift unter dem aktuellen Titel. Bis 1971 war sie offizielles Publikationsorgan der Internationalen Mathematischen Union. Von 1953 bis 1977 betreute Walter Wunderlich sie als Herausgeber, der bereits seit der Gründung Schriftleiter der Nachrichten gewesen war.
Die Österreichische Mathematische Gesellschaft gibt mit dem Verlag Springer Science+Business Media die Monatshefte für Mathematik heraus.